# ISYBAU-Austauschformat
Die ISYBAU-Austauschformate dienen dem standardisierten Austausch von Daten zur Planung, zum Bau und Betrieb abwassertechnischer Anlagen (z. B. Kanäle und Schächte) in Liegenschaften des Bundes. Sie werden insbesondere bei der Bestands- und Zustandserfassung von Abwasseranlagen in Liegenschaften des Bundes zwischen den Projektbeteiligten (z. B. zwischen Ingenieurbüro und Inspektionsfirma) angewendet. Die ISYBAU-Austauschformate gewährleisten einen standardisierten, DV-orientierten Datenaustausch und sind Voraussetzung für eine einheitliche Bestandsdokumentation von abwassertechnischen Anlagen in Liegenschaften des Bundes. Die ISYBAU-Austauschformate sind ursprünglich im Gemeinschaftsvorhaben Isybau des Bundes und der Länder entstanden, das der dv-technischen Ausstattung der Bauverwaltungen diente. Inzwischen sind sie Bestandteil der Arbeitshilfen Abwasser (s. Arbeitshilfen Abwasser – Planung, Bau und Betrieb abwassertechnischer Anlagen in Liegenschaften des Bundes).

## Umfang
Die ISYBAU-Austauschformate ermöglichen den uniformen und konsistenten Austausch digitaler Daten von allen abwassertechnischen Anlagen. Diese werden nach den Objektarten
- Haltungen,
- Leitungen,
- Rinnen,
- Gerinne,
- Schächte,
- Anschlusspunkte,
- Sonderbauwerke und
- Anlagen der Regenwasserbewirtschaftung

unterschieden. Darüber hinaus werden die Sonderbauwerke und Anlagen der Regenwasserbewirtschaftung weiter differenziert (s. Tabelle 1). Der vollständige Umfang der ISYBAU-Austauschformate ist in den Arbeitshilfen Abwasser beschrieben.
| Sonderbauwerke | Sonderbauwerke | Sonderbauwerke | Sonderbauwerke |
| --- | --- | -------------- | -------------- |
| Becken - Regenüberlaufbecken - Regenklärbecken ohne Dauerstau - Regenüberlaufbecken - Regenklärbecken - Regenklärbecken mit Dauerstau - Regenrückhaltebecken - Regenrückstaubecken - Regenrückhaltegraben - Mechanischer Retentionsfilter mit vorgeschalteter Retention - Mechanischer Retentionsfilter - Bodenfilter mit vorgeschalteter Retention - Retentionsbodenfilter | Behandlungsanlagen - Neutralisationsanlagen - Kombianlagen - Schlammfänge - Leichtflüssigkeitsabscheider - Stärkeabscheider - Fettabscheider - Emulsionsspaltanlage - Stapelbecken |                |                |
| Pumpwerke | Drosseln |                |                |
| Kläranlagen | Schieber |                |                |
| Auslaufbauwerke | Rechen |                |                |
| Pumpen | Siebe |                |                |
| Wehre/Überläufe | |                |                |
| Anlagen der Regenwasserbewirtschaftung | |                |                |
| Zisternen | Versickerungsschächte |                |                |
| Versickerungsmulden/Teich | Versickerungsflächen |                |                |
| Rohr-/Rigolenversickerungen | |                |                |

## Geschichte
| Jahr | Anmerkung | Austauschformat |
| ---- | --- | --- |
| 1991 | Einführung der ISYBAU-Austauschformate (ASCII-Format) als Bestandteil des ISYBAU-orientierten Handlungskonzepts (Vorläufige DV-gestützte Konzeption zur Erfassung, Bewertung, Fortschreibung und Dokumentation der abwassertechnischen Anlagen in Liegenschaften des Bundes und der Länder). | - Stammdaten Haltungen, Schächte Typ K - Zustandsdaten Haltungen, Schächte Typ H,S - Zustand Sonderbauwerke Typ Z                 |
| 1996 | Erweiterung der ISYBAU-Austauschformate im Zusammenhang mit der Einführung der Arbeitshilfen Abwasser, 1. Auflage: Planung von Abwassersystemen – Erfassung, Bewertung und Unterstützung bestehender Abwassersysteme in Liegenschaften des Bundes.                                           | - Leitungen Typ LK, LH - Sonderbauwerke Typ ST, SY - Hydraulik Typ EY                                                             |
| 1999 | Erweiterung der ISYBAU-Austauschformate. | - Regenwasserbewirtschaftung Typ VA, RN, GW, BO, UF - Kanalsanierung Typ KS                                                       |
| 2001 | Modifizierung des Kürzelsystems der ISYBAU-Austauschformate im Zusammenhang mit der Einführung der Arbeitshilfen Abwasser, 2. Auflage (Internet/CD-ROM): Planung, Bau und Betrieb von abwassertechnischer Anlagen in Liegenschaften des Bundes.                                              | - Modifizierung für die Kürzel Typ H, LH, S                                                                                       |
| 2003 | Erweiterung der ISYBAU-Austauschformate. | - Synchronisation digit. Zustandsfilme Typ ZF (XML) - Geometrie Typ V (XML)                                                       |
| 2006 | Einführung der ISYBAU-Austauschformate (XML-2006). | |
| 2013 | Einführung der ISYBAU-Austauschformate (XML-2013). | |
| 2018 | Einführung der ISYBAU-Austauschformate (XML-2017). | - Annäherung an das DWA M 150 (Angabe des Werkstoffes bei Anschlussleitungen und die Verwendung von Standardisierten Anmerkungen) |

## Geltungsbereich
Im Rahmen der Planung, dem Bau und dem Betrieb von abwassertechnischen Anlagen in Liegenschaften des Bundes gewährleisten die ISYBAU-Austauschformate einen standardisierten, DV-orientierten Datenaustausch zwischen Auftraggeber (z. B. Staatliches Baumanagement) und Auftragnehmer (z. B. Ingenieurbüro) oder anderen Projektbeteiligten (z. B. Ingenieurbüro für Vermessung oder Inspektionsfirma).
Der Anwendungsbereich der ISYBAU-Austauschformate Abwasser in der Bauverwaltung ist der Austausch zwischen der eingeführten Erfassungs- und Prüfsoftware, den zugehörigen hydraulischen Fachprogrammen und der Bestandsdokumentation mit dem Liegenschaftsinformationssystem Außenanlagen LISA oder anderen Werkzeugen, die über eine nachweislich funktionsfähige ISYBAU-XML-Schnittstelle verfügen.

## Vertrieb
Die ISYBAU-Austauschformate im XML-Format sowie die bis 2006 gültigen ISYBAU-Austauschformate im ASCII-Format stehen auf der Website der OFD Hannover im Bereich Downloads der Arbeitshilfen Abwasser zur Verfügung. Der vollständige Datenumfang der ISYBAU-Austauschformate (XML-2006) und (XML-2013) ist in den baufachlichen Richtlinien Abwasser im Anhang A-7 umfassend beschrieben.